# Long Ambients 2
Long Ambients 2 — шестнадцатый студийный альбом американского электронного исполнителя Моби, издан в марте 2019 года. Является продолжением альбома Long Ambients 1: Calm. Sleep. 2016 года, в связи с чем обе пластинки имеют сквозную нумерацию. С длительностью 3:37:52 является вторым по продолжительности альбомом Моби.

## История
Часто заявляя, что имеет большие проблемы со сном, Моби пытался найти музыку, которая помогла ему лучше спать. В 2016 году Моби выпустил альбом, который должен был помочь людям успокаиваться, снижать уровень стресса и решать проблемы со сном. Long Ambients 2 стал продолжением альбома, выпущенным 3 года спустя. Сам Моби на главной странице своего сайта о втором релизе говорит следующее:
| Одна из вещей, которая меня волнует в этом втором альбоме, это то, что если объединить его с первым альбомом «Long ambient», получится более семи часов очень тихой музыки. Надеюсь, всё это смогло подарить кому-то целую ночь сна. Предлагаю не относиться к альбому как к музыке, а подходить к нему как к средству для достижения сна или инструменту. Оригинальный текст (англ.)One of the things that excites me about this second record is if you combine it with the first ‘long ambient’ album, it’s more than seven hours of very quiet music. My hope is that it could actually see someone through an entire night of sleep. My suggestion is to not approach this as music, but to approach it as a sleep aid or tool. |

## Релиз
Альбом был выпущен 15 марта 2019 года в ознаменование Всемирного дня сна. Изначально он был доступен бесплатно исключительно в приложении для медитации Calm.

## Список композиций
| №                   | Название            | Длительность |
| ------------------- | ------------------- | ------------ |
| 1.                  | «LA12»              | 47:03        |
| 2.                  | «LA13»              | 26:56        |
| 3.                  | «LA14»              | 39:19        |
| 4.                  | «LA15»              | 32:08        |
| 5.                  | «LA16»              | 29:49        |
| 6.                  | «LA17»              | 42:37        |
| Общая длительность: | Общая длительность: | 3:37:52      |